# Liste des lacs en République centrafricaine
La Liste des lacs en République centrafricaine répertorie la liste non exhaustive des lacs sur le territoire centrafricain.

## Lacs principaux selon leurs types
Le lac boali, seul lac existant en République centrafricaine, est un lac de barrage situé dans la préfecture de Ombella-M'Poko. Il est créé en 1955 à la suite de la construction du barrage hydroélectrique sur la rivière de Mbali. Il a une superficie de 34 km², une longeur de 12 km environ et une largeur de 2,5 km environ. Il est un important site de pêche et de loisirs pour les populations locales,.